# Andriy Sybiha
Andriy Ivanovytch Sybiha (ukrainien : Андрій Іванович Сибіга), est un juriste, diplomate et homme politique ukrainien, né le 1er janvier 1975 à Zboriv dans l'oblast de Ternopil, dans l'Ouest de la RSS Ukraine en URSS. 1er vice-ministre du ministère des Affaires étrangères d'Ukraine depuis le 12 avril 2024, il est nommé ministre des affaires étrangères à compter du 5 septembre 2024.

## Biographie
Il est diplômé de l'université de Lviv en 1997, avec la spécialité relations internationales. Par la suite il obtient un diplôme de juriste.
En 1997-1998, est attaché, puis troisième et deuxième secrétaire au service des questions juridiques du département des contrats et des affaires juridiques du ministère des Affaires étrangères de l'Ukraine.
De 1998 à 2002, il est deuxième, puis premier secrétaire de l'ambassade d'Ukraine en république de Pologne.
En 2002-2003, il est premier secrétaire au service de coopération juridique et humanitaire du Bureau d'intégration européenne du ministère des Affaires étrangères de l'Ukraine.
De 2003 à 2005, il dirige le service de coopération juridique internationale du département des contrats et des affaires juridiques du ministère des Affaires étrangères d'Ukraine.
En 2005-2006, il dirige le service de droit international et de législation étrangère du Département de droit des contrats du ministère des Affaires étrangères d'Ukraine.
En 2006-2008, il est nommé directeur adjoint du service contractuel et juridique du ministère des Affaires étrangères d'Ukraine.
De 2008 à 2012, il est nommé conseiller-envoyé de l'ambassade d'Ukraine en république de Pologne.
De 2012 à 2016, il devient directeur des services consulaires du ministère des Affaires étrangères d'Ukraine.
Le 23 août 2016, il est nommé ambassadeur extraordinaire et plénipotentiaire d'Ukraine auprès de la République de Turquie. Il quitte ces fonctions le 19 mai 2021.
Le 31 mai 2021, il est nommé chef adjoint du cabinet du président de l'Ukraine, sous la direction de Andryi Yermak.
Le 12 avril 2024, il est nommé 1er vice-ministre du ministère des Affaires étrangères d'Ukraine à la place de Emine Djaparova. Le ministre est Dmytro Kouleba.
Le 5 septembre 2024, il est nommé ministre des affaires étrangères de l'Ukraine à la place de Dmytro Kouleba. Il semble que Volodymyr Zelensky ait estimé que Kouleba n'était pas suffisamment actif pour obtenir des aides militaires de la part des alliés de l'Ukraine, et ne lui faisait plus confiance.

## Initiatives et prises de position en qualité de ministre des affaires étrangères de l'Ukraine
Dès le 11 septembre 2024, il reçoit à Kiev les ministres Antony Blinken et David Lammy avec l'objectif d'obtenir l'autorisation d'utiliser les armes étrangères contre des cibles situées en territoire russe.
Il doit également envoyer des ambassadeurs dans des pays peu désireux d'aider l'Ukraine, et des consuls dans des pays où se trouvent des réfugiés ukrainiens avec l'objectif de les rapatrier en Ukraine.